# Molybdenkarbid
Molybdenkarbid (MoC och Mo2C) är ett extremt hårt keramiskt material, vilket är eldfast och har högt korrosionsmotstånd. Mo2C finns dessutom i en ortorombisk (α-Mo2C) och en hexagonal (β-Mo2C) variant.

## Användning
Materialet har visat sig lämpligt att gör mycket tunna CVD-beläggningar med. Det används också bland annat som korntillväxthämmare i hårdmetallskärverktyg och i härdade stål. Det kan även användas i stål för att förhindra väteförsprödning.